# Барский, Лев Абрамович
Лев Абра́мович Ба́рский (13 сентября 1932 — 13 ноября 2009) — российский учёный-геолог. Заведующий лабораторией методов переработки техногенного сырья Института проблем комплексного освоения недр РАН. Доктор технических наук по специальности технология минерального сырья (1970), профессор, член-корреспондент РАЕН. Член Союза русскоязычных писателей Израиля.

## Биография
В 1961 году Л. А. Барский защитил диссертацию на степень кандидата технических наук по теме «Комплексное действие органических реагентов при флотации труднообогатимых молибденовых руд», а в 1969 году — диссертацию на степень доктора технических наук по теме «Статистическое исследование процессов обогащения полезных ископаемых (На примере флотации руд)».
В 1983 году стал лауреатом Премии Совета Министров СССР (за обоснование оптимальных направлений развития прогрессивной техники и технологии обогащения полезных ископаемых и их внедрение в горноперерабатывающих отраслях промышленности СССР), а в 1990 году — Государственной премии СССР (за разработку и внедрение оборудования и технологий переработки и утилизации техногенного сырья).
Л. А. Барский автор: 12 научно-технических книг (в том числе, «Основы минералургии» «Системный анализ обогащения руд», «Безотходная технология переработки минерального сырья»), 200 статей, 50 авторских свидетельств. Под руководством Л. А. Барского защищено 40 кандидатских диссертаций.
Также выступал с докладами на английском языке на различных конгрессах. Автор нескольких статей на английском языке, а также книги «Non-ferrous Metal Ores: Deposits, Minarals and Plants» (London, 2002; with J.Rubinstein).
Автор книг «Корни и лики террора», «Рукописи не горят», «Сталин. Портрет без ретуши», «Уроки оптимизма», «Анатомия юмора» и «Анатомия английского юмора».
Скоропостижно умер в Канаде 13 ноября 2009 года.

## Публикации
- Барский Л. А. «Принцы» и «нищие» в царстве минералов / Отв. ред. д-р геол.-мин. наук А. А. Годовиков. — М.: Наука, 1988. — 160, [8] с. — (Человек и окружающая среда). — 25 000 экз. — ISBN 5-02-005944-7.
- Барский Л. А. Так ископаемые становятся полезными. — М.: Недра, 1988. — 152 с. — 19 000 экз. — ISBN 5-247-00326-8.